# Лева (Виченца)
Лева је насеље у Италији у округу Виченца, региону Венето.
Према процени из 2011. у насељу је живело 967 становника. Насеље се налази на надморској висини од 78 м.